# Biskupice Radłowskie

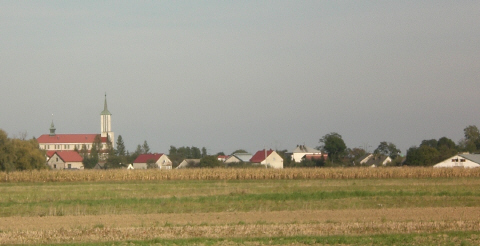
Biskupice Radłowskie

Biskupice Radłowskie (kurz: Biskupice) ist ein Dorf in Polen in der Woiwodschaft Kleinpolen, im Landkreis Tarnów, in der Gemeinde Radłów.

## Geographische Lage
Biskupice Radłowskie liegt etwa 700 m vom Fluss entfernt auf dem Westufer des Dunajec, der das Dorf in weitem Bogen östlich umfließt. Das Dorf liegt 4,5 km nördlich von Radłów und 15 km nordwestlich von Tarnów. In Biskupice kreuzen sich die Landstraßen Nr. 964 und Nr. 975. Die Landstraße Nr. 964 führt in westlicher Richtung nach Krakau. Die Landstraße Nr. 975 führt in nordöstlicher Richtung nach Dąbrowa Tarnowska und in südlicher Richtung über Radłów nach Tarnów.

## Geschichte
Im 10. Jahrhundert wurde das Gebiet um Biskupice durch den polnischen Herrscher Mieszko I. an das Bistum Krakau gegeben. Dadurch entstanden in dieser Gegend Siedlungen, Kirchen und Pfarreien, die von den Bischöfen angelegt wurden, darunter die Radłów, erstmals 1080 erwähnt.
Das Dorf Biskupice Radłowskie wurde 1391 erstmals schriftlich erwähnt.
Die Gegend litt unter Einfällen der Tartaren (13. Jahrhundert) und der Schweden und Ungarn (17. Jahrhundert). Außerdem gab es bis in das 20. Jahrhundert hinein häufig Überschwemmungen durch die Flüsse Dunajec, Weichsel und Raba.
Bei der ersten Teilung Polens 1772 gelangte Biskupice unter die Herrschaft der Habsburgermonarchie. Der abgetrennte Teil Polens, zu dem Biskupice gehörte, hieß Königreich Galizien und Lodomerien und gehörte ab 1804 zum Kaisertum Österreich. In den Jahren 1860 bis 1873 erhielt Galizien schrittweise die Autonomie, was die Entwicklung der polnischen Kultur in Folge hatte.
Im Ersten Weltkrieg kam es zu Kämpfen am Dunajec. Dabei wurde Biskupice niedergebrannt. Seine Bewohner waren evakuiert worden.
Nach Ende des Krieges wurden Biskupice wieder aufgebaut. Aber bereits am 1. September 1939 begann mit dem Überfall auf Polen der Zweite Weltkrieg. Am 7. und 8. September 1939 kam es bei Biskupice zu einer Schlacht zwischen deutscher und polnischer Armee. Bei dieser Schlacht wurden 31 Wohn- oder Wirtschaftsgebäude niedergebrannt.
Bürgermeister von Biskupice ist Kazimierz Sarnecki.

## Einwohnerentwicklung in Biskupice Radłowskie ab 2009

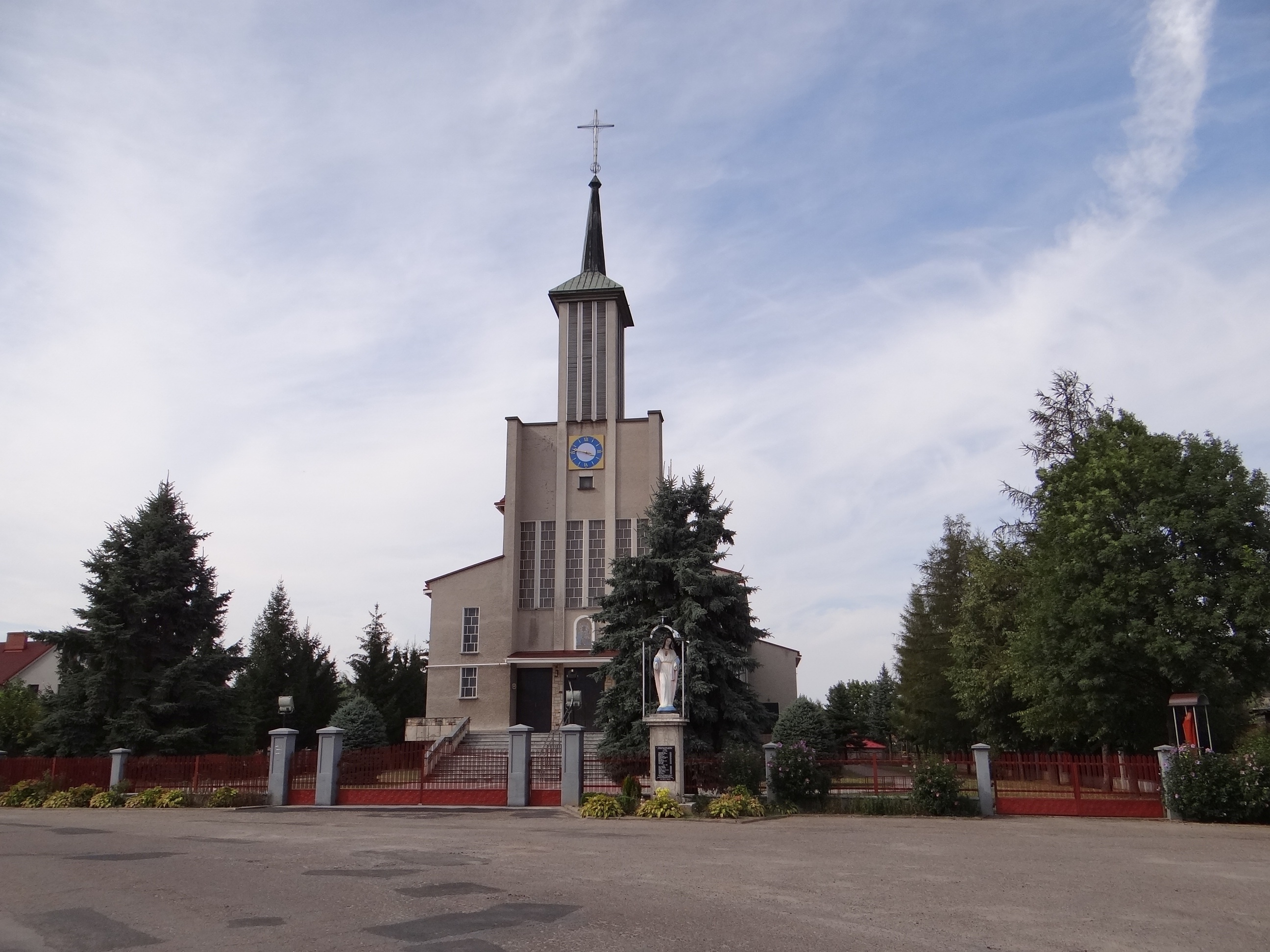
Kirche in Biskupice Radłowskie

| Jahr | Einwohner | Männer | Frauen |
| ---- | --------- | ------ | ------ |
| 2009 | 1072      | 519    | 553    |
| 2010 | 1089      | 529    | 560    |
| 2011 | 1096      | 532    | 564    |
| 2012 | 1075      | 520    | 555    |
| 2013 | 1083      | 526    | 557    |

| Jahr | Einwohner | Männer | Frauen |
| ---- | --------- | ------ | ------ |
| 2014 | 1071      | 517    | 554    |
| 2015 | 1075      | 519    | 556    |
| 2016 | 1073      | 518    | 555    |
| 2017 | 1054      | 509    | 545    |
| 2018 | 1056      | 503    | 553    |

## Pfarrei
Die Pfarrei von Biskupice trägt den Namen Allerheiligste Jungfrau Maria von Tschenstochau.
Sie wurde 1981 von Erzbischof Jerzy Karol Ablewicz gegründet. Bereits seit 1970 wurden in Biskupice durch private Initiativen der Bevölkerung Gottesdienste in irgendwelchen provisorischen Versammlungsräumen gefeiert. Lange verhinderten die kommunistischen Machthaber den Bau einer Kirche. Schließlich wurde nach Gründung der Pfarrei in den Jahren von 1982 bis 1990 die Kirche nach einem Entwurf von Euzebiusz Rumiński erbaut. Das Grundstück für die Kirche spendeten die Schwestern Kuklewicz. Der Grundstein für die Kirche wurde 1983 von Papst Johannes Paul II. in Krakau geweiht und von Jerzy Ablewicz gelegt. Die untere Kirche wurde 1985 von Weihbischof Piotr Bednarczyk konsekriert, die gesamte Kirche 1991 durch Erzbischof Józef Życiński. Den Kreuzweg schuf Kazimierz Schaefer.

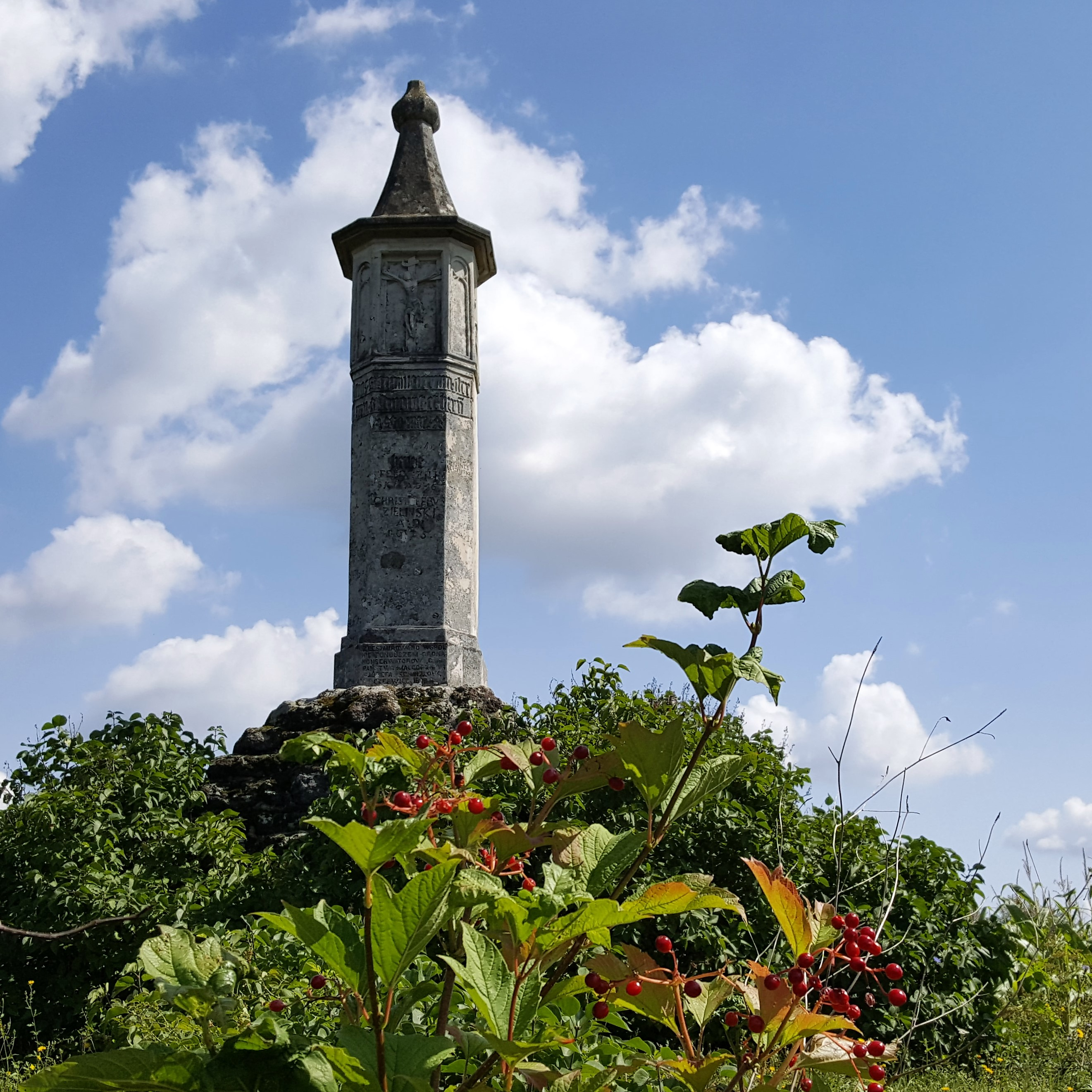
Grenzsäule in Biskupice Radłowskie

## Kultur und Sehenswürdigkeiten
1450 ließ der Kardinal Zbigniew Oleśnicki in Biskupice einen Grenzpfosten errichten, der bis heute (2019) erhalten ist. Dieser Grenzstein diente der Abgrenzung zwischen den weltlichen adligen Dörfern Zabawa und Zdrochec und dem geistlichen Besitz um Biskupice und Radłów. Es handelt sich um eine viereckige Granitsäule, deren Ecken abgeschrägt sind.
Oben hat sie ein Steindach mit Kugel. Unter dem Steindach befindet sich auf den vier Seitenflächen je ein Relief:
- ein Kreuz
- zwei Frauengestalten
- das Wappen von Zbigniew Oleśnicki

Am Schaft der Säule sind verschiedene Inschriften angebracht:
- oben, unterhalb der Reliefs, in gotischen Minuskeln aus dem 15. Jahrhundert:

- - Hoc sii gnu /m/ + Verum + cler/
  - Um + distinguit + et + Heru /m/
  - 1450 + mar + 4 +

- - dextrum + do + clero + sini?
  - Strum + largior + hero +

- weiter unten am Schaft aus dem 17. Jahrhundert:

- - "Feliks Zieliński AD 1623"
  - "Christiferus Zieliński AD 1675"
  - "AD 1637 Joannes Kluziski"[3]

## Persönlichkeiten
1945 wurde von Professor Jan Grela im Palast des nahegelegenen Radłów eine allgemeine Oberschule eingerichtet. An ihr lehrten Pädagogen und Wissenschaftler. Das und die örtliche Nähe der Hochschulen von Tarnów erklärt vielleicht, warum aus Radłów, aus Biskupice und aus den umgebenden Dörfern außergewöhnlich viele bekannte und berühmte Persönlichkeiten verschiedener Fachgebiete hervorgegangen sind.

### Söhne und Töchter des Orts
- Henryk Błażej (* 1952), Musiker, Solist und Kammermusiker, Mitautor und künstlerischer Leiter des Internationalen Musik Festivals in Tarnów.
- Stanisław Brożek (* 1947), Professor für Forstwissenschaft, er veröffentlichte den Atlas der polnischen Waldböden
- Jan Dąb-Kocioł (* 1898), Ökonom, Aktivist, Minister für Land- und für Forstwirtschaft
- Jan Adrian Łata (* 1944), polnischer römisch-katholischer Theologe, Philosoph und Autor.
- Józef Marcinkowski (1905–1993), Philologe, Aktivist, Journalist, Politiker
- Stanisław Mierzwa (1905–1985), Jurist, Aktivist
- Czesław Szwiec (* 1938), Offizier, Ritterkreuzträger[7]